# Judá, o Príncipe
Judá, o Príncipe (em hebraico: יהודה הנשיא, Yehuda HaNasi) (c. 135 - Séforis, 1 de dezembro de 217) ou Judá I, também conhecido como Rabino ou Rabbenu HaQadosh (em em hebraico:  רבנו הקדוש "nosso mestre, o santo"), foi um rabino do século II e principal redator e editor da Mishná. Ele era um líder da comunidade judaica durante a ocupação romana da Judeia. De acordo com o Talmude, era da casa de Davi, a linha real de Davi, daí o título nasi "príncipe". O título nasi também foi usado para presidentes do Sinédrio. Judá morreu no dia 15 de Kislev, por volta do ano de 217 d.C..

## Biografia

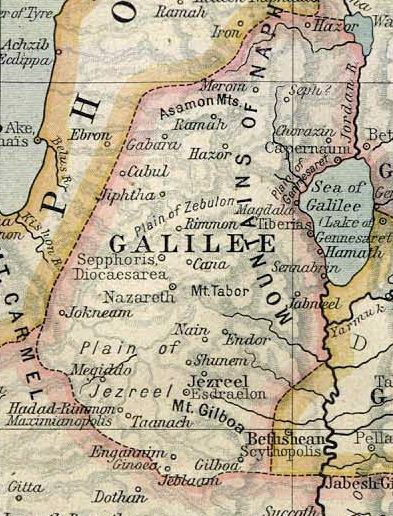
A Galileia na Antiguidade Tardia

Judá, o Príncipe nasceu por volta do ano de 135. De acordo com o Midrash, ele veio ao mundo no mesmo dia em que o rabino Aquiba foi martirizado. O Talmude sugere que este era um resultado da Divina Providência: Deus haveria concedido ao povo judeu outro líder de grande estatura para a sucessão do Rabino Aquiba. Seu lugar de nascimento é desconhecido. Ele é o único tanaíta conhecido como Rabeinu HaQadosh, "nosso santo mestre", devido a sua profunda piedade.
Judá passou a sua juventude na cidade de Usha, hoje o vilarejo despopulado de Hawsha nos arredores de Haifa. Seu pai presumidamente deu a ele a mesma educação que havia recebido, incluindo o idioma grego, idioma este cujo conhecimento lhe permitiu tornar-se intermediário entre os judeus e as autoridades romanas. Ele favoreceu o grego como a língua do país em lugar do aramaico. Diz-se que na casa de Judá apenas se falava o hebraico, mesmo entre as domésticas.
O rabino Judá HaNasi, tendo como um exemplum um ato que ele ouviu realizado pelo Rabino Meir, libertou toda a região de Bete-Seã das obrigações de dízimo para os produtos cultivados em casa, e de observar o Shemitá em relação aos mesmos produtos. Ele também fez o mesmo para as cidades de Kefar Tzemach, Cesareia e Beit Gubrin.
De acordo com o Talmude (Avodah Zarah 10a-b), o Rabino Judá era muito rico e profundamente respeitado em Roma. Ele tinha uma amizade com "Antoninus", possivelmente o Imperador Antonino Pio, embora seja mais provável que sua amizade era, na verdade, com o Imperador Marco Aurélio Antoninus que consultaria Judá em várias questões, tanto mundanas quanto espirituais.
Judá teria passado os últimos 17 anos de sua vida em Séforis, buscando o clima saudável da cidade, onde morreu em idade avançada. O Talmude registra a tradição de que foi enterrado na necrópole de Bete-Searim, na Baixa Galileia. Foi também nesta região que ele estabeleceu um yeshivá.

## Compilador da Mishná
De acordo com tradição judaica rabínica, Deus deu a Lei Escrita (Torá) e a Lei Oral a Moisés no Monte Sinai. A Lei Oral seria a tradição oral como transmitida por Deus a Moisés e, a partir dele, transmitida e ensinada aos sábios de cada geração subsequente.
Durante séculos, a Torá apareceu apenas como um texto escrito transmitido em paralelo com a tradição oral. Temendo que a tradição oral pudesse ser esquecida, no entanto, Judá assumiu a missão de consolidar as diversas opiniões em um corpo legal que ficou conhecido como Mishnah. Este concluiu um projeto que tinha sido na sua maioria esclarecido e organizado por seu pai, e por Natã, o Babilônio, um tanaíta do século II.
A Mishná consiste de 63 tratados codificando a lei judaica, que são a base do Talmude. De acordo com Abraham ben David, rabino provençal do século XII, a Mishná foi compilada pelo Rabino Judá, o Príncipe, no anno mundi 3949, que corresponde ao fim de 188 e à maior parte de 189 d.C..